# Simmenäs
Simmenäs är en småort i Alingsås kommun i Västra Götalands län. Den är belägen i den tidigare Alingsås socken vid sjön Mjörn. Orten har 79 invånare (2023).